# Cheri Oteri
Cheryl Ann "Cheri" Oteri, född 19 september 1962 i Upper Darby, Pennsylvania, är en amerikansk skådespelare och komiker. Hon är mest känd för sin medverkan i Saturday Night Live från 1995 till 2000.

## Biografi
Oteri föddes i Upper Darby i Pennsylvania och växte upp med tre syskon. Hon gick på Archbishop Prendergast High School. Vid 25 års ålder flyttade Oteri till Los Angeles. Hon jobbade på A&M Records i fyra år och blev sedan en medlem i komedigruppen The Groundlings. Producenterna på Saturday Night Live märkte hennes talang och anställde henne 1995 då de anställde helt nya skådespelare på grund av katastrofsäsongen året innan. Hon lämnade serien 2000. Hon har varit med i filmer som Scary Movie, Inspector Gadget, Liar Liar, Dum och ännu dummare och Shrek den tredje. Hon är rösten för Helen Klench i serien Sit Down, Shut Up som hade premiär den 19 april 2009 på Fox.